# Космические рейнджеры
«Косми́ческие ре́йнджеры» — компьютерная игра в научно-фантастическом стиле, разработанная российской студией Elemental Games. Издана компанией 1С в 2002 году. На Западе игра была выпущена под названием Space Rangers. Игра принадлежит к жанру «эпических игр» с элементами RPG, пошаговой стратегии, текстового квеста и аркады.
Игра повествует о противоборстве между Галактическим содружеством, состоящим из пяти рас и вторгшимися силами клисан — неизвестной, агрессивно настроенной формой жизни. Игроку предстоит выступить в роли рейнджера-добровольца, участника организации, созданной специально для борьбы с клисанами.

## История и сеттинг
Действие игры происходит в космосе, в далёком будущем, в начале XXXI века. Галактику населяют 5 разумных цивилизаций: малоки, пеленги, люди, фэяне, гаальцы. Все расы входят в единое Галактическое Содружество, у которого единое времяисчисление и единая валюта — галактический кредит. Также имеется раса агрессоров — клисаны. В связи со вторжениями клисан конфликты и войны между расами запрещены, однако в игровом мире нередки нападения космических пиратов на мирные корабли. Основное место обитания пиратов — гиперпространство, также пиратская организация играет большую роль в концовке игры.
Впервые с клисанами столкнулись гаальские научные экспедиции, исследовавшие второй рукав Галактики. Все попытки вступить в контакт с ними закончились провалом, так как клисаны открыли огонь. И хотя, казалось бы, они не знали про населенный рукав Галактики (где и происходит действие игры), они как-то нашли путь туда. Крайне агрессивны, не вступают в контакт с игроком и Коалицией пяти рас вообще. Ученые на научной базе могут разработать прибор, для вступления в контакт с Махпеллой — мозговым центром клисан.

## Сюжет
В основе сюжета лежит вторжение в Галактику новой, неизвестной до этого формы жизни — клисан. Для борьбы с ними была основана организация Космических Рейнджеров. Именно рейнджерам удаётся выяснить, что на самом деле клисаны считали космические корабли разумными, а живых существ внутри — болезнетворными организмами. Клисаны просто хотели вылечить своих «собратьев». После чего Галактическому Содружеству удаётся заключить мир с клисанами.
Игроку предстоит выступить в роли одного из космических рейнджеров, которые могут заниматься самой разной деятельностью, но в конечном счёте преследуют цель спасения Галактики от вторжения клисан. Чёткого и заранее написанного сюжета в игре нет, но есть большое число квестов, генерируемых случайным образом и не привязанных к определённому месту или времени.
У игрока большая свобода в своих действиях. В начале игры он может выбрать расу и предысторию (воин, торговец или пират), что влияет не столько на его «начальную» специализацию, сколько на стартовые условия, а специализация определяется именно действиями игрока (в зависимости от его основного реального источника дохода он объявляется торговцем, воином или даже пиратом). Также существует возможность сменить саму расу по ходу игры, «мутировав» персонажа в представителя другого вида. Несмотря на свободу действий игрока, основная цель игры: остановить нашествие клисан и, по возможности, выяснить его причину. Для этого можно уничтожить Махпеллу, главный корабль клисан, однако если дождаться окончания разработки программы, позволяющей вести переговоры с Махпеллой, то игру можно завершить и переговорами с ней. Концовка игры является комбинацией двух решений игрока: что делать с Махпеллой (убить или просто отправить домой) и, в случае если игрок начнет общение с Махпеллой, убить или нет лидера пиратов Рачехана (но только если игрок сумел узнать, где и как его найти).

## Особенности игры
Однозначно отнести «Космических рейнджеров» к какому-либо игровому жанру невозможно. Обычно игру пытаются классифицировать как компьютерную ролевую игру или пошаговую стратегию, но в действительности «Рейнджеры» — сочетание множества жанров, среди которых и стратегия, и RPG, и аркада, и текстовый квест, и космический симулятор с элементами торговли (здесь особенно заметно влияние Elite; см. также жанр космическая опера). В целом, «Рейнджеры» близки к играм наподобие Sid Meier’s Pirates!, в которых главный герой путешествует между разными локациям (в Pirates! это города, в «Космических рейнджерах» — планеты), выполняя задания, сражаясь с врагами, улучшая оборудование, покупая и продавая товары. Журнал «ЛКИ» причислил игру к жанру эпическая игра. Главная черта игр такого рода — свобода действий игрока. В «Космических рейнджерах» появился ещё один важный принцип — мир вокруг героя живёт своей собственной жизнью, не зависящей от действий игрока. Другие рейнджеры, управляемые компьютером, так же, как и игрок, торгуют, сражаются с клисанами, занимаются пиратством (или сами могут быть подвергнуты нападению пиратов), улучшают своё оборудование и так далее. Этот принцип, пока что нечасто встречающийся в компьютерных играх, вероятно, является одной из причин успеха игры.
Одной из особенностей сюжета игры является обилие юмора, зачастую пародийного (например, в текстовых квестах).
Кроме того, игра оценивает действия игрока и в конце партии выдаёт его итоговый счёт, который зависит от многих факторов (число убитых клисан, количество сданной протоплазмы, год окончания партии, заработанный капитал и т. п.). Раньше игрок мог отослать свой результат на официальный сайт игры. После этого рекорд попадал в таблицу результатов, с помощью которой можно было сравнить свои достижения с другими игроками. В настоящее время можно отправить только результат из последней версии игры — Космические Рейнджеры HD: Революция. Ещё одним способом посоревноваться были чемпионаты. Разработчики устроили два чемпионата по своей игре. Все игроки начинали с одной точки сохранения и пытались заработать наибольшее количество очков в течение трёх недель.

## Игровой процесс
В начале каждой партии игрок выбирает себе расу, персонажа, имя и уровень сложности. Уровень сложности имеет 4 степени и определяет следующие факторы: размер начального капитала, «крутость» клисан, размер награды за квест, частоту открытия дыр, размер артефактов.

Экран путешествия в космосе. Внизу слева направо: текущая игровая дата, свободный объём в трюме, галактические кредиты игрока. Точками показан маршрут. Зелёной окружностью на мини-карте обозначена граница действия радара. Значки оружия «повешены» на цель

Игра проходит в пошаговом режиме, за исключением сражений в чёрных дырах и гиперпространственных сгустках. Игровой процесс напоминает сражения Close Combat: игрок отдаёт приказ (прокладывает курс, наводит бортовое оружие, выбирает обломки для захвата), жмёт кнопку «конец хода», и некоторое время наблюдает за происходящим действием в режиме реального времени без возможности вмешаться. Корабль игрока путешествует в космосе между планетами и космическими станциями — в пределах одной системы — и по гиперпространству — для перемещения из одной системы в другую. Каждый ход в игре соответствует внутриигровому дню. До нажатия кнопки «конец хода» игрок может вступить в диалог с кораблями содружества или просканировать их (если они в пределах действия радара), провести переустановку оборудование из трюма в корабельный слот или выкинуть его в шлюз, активировать специальный артефакт. Все эти действия совершаются «вне времени» и не требуют затрачивать игровые ходы.
Приземлившись на планету или космическую станцию, игрок получает возможность выбирать между различными вкладками, тем самым как бы перемещаясь из ангара в правительственный центр или магазин оборудования. Игроку доступны:
- здание правительства, в котором можно получить правительственное задание, услышать ценные советы по торговле, приобрести карты ближайших звезд или же дать взятку для улучшения отношений;
- магазин оборудования, в котором можно приобрести оборудование или оружие, которые имеют 8 градаций технического совершенства;
- торговый центр для совершения сделок купли продаж 8-ми групп товаров, причем некоторые из этих товаров могут считаться контрабандой;
- информационный центр, в котором публикуются последние галактические новости, к тому же в этом центре можно произвести поиск любого космического объекта, будь то планета, корабль, космическая станция или оборудование.

Как в космосе, так и на планетах игроку всегда доступны три кнопки, открывающие внутреннее устройство его корабля, галактическую карту и глобальный рейтинг рейнджеров. Галактическая карта, кроме того, даёт возможность выбрать направление гиперпрыжка для перехода в другую систему. Для этого необходимо подлететь к границе системы и перейти в гиперпространство. Попав в гипер, игрок оказывается на экране прокладки маршрута. По стрелкам можно путешествовать (только в одну сторону) из одного гиперпространственного сгустка в другой. В сгустки можно войти. Цвет сгустка характеризует вероятность встречи пирата в нём. Конечной точкой маршрута является звезда, символизирующая систему. Время в гиперпространстве движется, но медленнее, чем в открытом космосе. Войдя в сгусток или залетев в чёрную дыру, игрок попадает в аркадное сражение в реальном времени, как в Star Control.

### Галактика и планеты
Карта Галактики случайным образом генерируется при выборе новой игры. Она делится на секторы, в каждом из которых есть несколько звёздных систем. В центре каждой системы есть звезда, вокруг которой вращаются обитаемые и необитаемые планеты. Обитаемые планеты служат для получения и выполнения заданий, торговли, починки и покупки нового оборудования для космического корабля. У обитаемых планет есть показатели, которые влияют на её степень развития: проживающая раса (планеты не могут переходить от одной расы к другой), численность населения, государственный строй (анархия, монархия и др.). На необитаемых планетах можно совершить посадку, спасаясь от преследователей, на них развёртывается действие некоторых текстовых квестов. Во второй части игры появляется возможность обыскивать необитаемые планеты зондами в поисках затерявшихся трофеев. Помимо этого, существуют специальные космические базы (военные, научные, пиратские и центры рейнджеров; во второй части — также медицинские базы и бизнес-центры), выполняющие ряд специализированных функций, и чёрные дыры, служащие для перемещений в гиперпространстве и охоты на редкие специализированные трофеи (артефакты), обладающие интересным действием на системы корабля. В системах также встречаются космические корабли и астероиды.

### Квесты
Квесты — это задания, которые обычно выдаются правительствами различных планет (хотя есть и исключения). Квест на планете можно получить, только если правительство относится к игроку как минимум «хорошо». По выполнении задания отношение правительства к игроку улучшается до степени «отлично», за провал репутация ухудшается до уровня «плохо». В награду за выполнение задания игрок получает деньги и в некоторых случаях артефакт, оборудование, очки рейнджера или медаль. Любой квест можно как усложнить, так и упростить. В зависимости от этого изменится срок на выполнение задания и размер награды. Для завершения задания иногда достаточно просто выполнить его, а в некоторых случаях — ещё и вернуться на планету-заказчик. Всего в игре 120 обычных заданий и 26 текстовых.

### Ролевая система
У пилота каждого корабля в игре есть 6 навыков: точность, манёвренность, торговля, знание техники, обаяние, лидерство. Каждый навык имеет 5 ступеней развития. Для перехода от одной ступени на другую требуются очки, которые начисляются за сдачу протоплазмы — специального вещества клисанов. Количество очков, необходимое для очередного повышения навыка, растёт в арифметической прогрессии. В зависимости от выбора начальной расы и класса у игрока в начале игровой партии уже изучены несколько ступеней навыков. Суммарное количество очков (включая потраченные) определяет позицию каждого рейнджера в глобальном рейтинге.
Кроме того, существуют военные очки, за которые рейнджеры получают воинские звания. Очки начисляются за уничтожение кораблей и освобождение захваченных систем. Игрок может нанимать лишь тех рейнджеров, которые младше него по званию. На определённом этапе военные вручают игроку-рейнджеру гиперпространственный пеленгатор — устройство, которое показывает количество пиратов в гиперпространственных сгустках.

## Разработка
Отправным моментом создания «Космических рейнджеров» послужила игра «Генерал», написанная Дмитрием Гусаровым, впоследствии — руководителем разработки Космических рейнджеров. Благодаря интернету ему удалось представить игру «Генерал» достаточно широкому кругу игроков, среди которых нашлось несколько энтузиастов, желающих делать игры. Так постепенно возникла студия New Game Software, впоследствии переименованная в Elemental Games. Многие идеи были почерпнуты из фильмов саги «Звёздные войны», а расы — из сериала «Вавилон-5». Кроме того, своё влияние оказали фильм «Кин-дза-дза» и произведения писателей-фантастов.
Разработка игры велась около трех лет и завершилась в конце 2002 года. Разработка всех элементов игры была реализована силами самой студии во Владивостоке. Исключение составили музыка и сюжет.
Для создания игры разработчики использовали собственный движок. Это было сделано ввиду отсутствия подходящих аналогов и для реализации собственных находок (например, крутящиеся 2d-планеты). Музыку и звук написали Виктор Краснокутский (К-Д ЛАБ), Павел Стебаков (Никита) и Григорий Семенов (SkyRiver Studios). Сюжет же разрабатывался в самом конце, когда основная часть работы уже была проделана, и был написан Юрием Нестеренко. Разработка велась бесплатно, а некоторые вещи разработчикам пришлось оплачивать самим.
Разработчикам удалось привлечь внимание компании 1C, и та согласилась издать игру, а также выделила деньги на разработку второй части игры — «Космические рейнджеры 2: Доминаторы». После выхода второй части игры в команде произошёл раскол и из неё ушёл Алексей Дубовой, оставив за собой имя Elemental Games. «Старая» EG стала называться Katauri Interactive, где и осталась основная часть команды. Elemental Games же, в основном, сейчас состоит из группы энтузиастов с форума во главе с кадровым сотрудником Алексеем Дубовым.

## Издания и патчи
Игра выпущена на обычном CD, фирмой 1C в серии «Коллекция игрушек». Для игры было выпущено 6 патчей. Они как упрощали некоторые аспекты игры (более подробная информация в информационном центре, увеличение разброса цен), так и усложняли (улучшение AI, увеличение устойчивости клисан к повреждению от жара звёзд). Ключевые изменения:
- патч 1.2 — улучшение аркадного боя, правка баланса, усиление ИИ;
- патч 1.3 — для получения информации по очкам жизни кораблей требуется сканер (раньше только радар), появление склада на планетах;
- патч 1.6 — переработка стартовых условий, увеличение разброса цен, повышение функциональности информационного центра, усложнение верхних уровней сложности.

Также игра была переиздана в версии 1.7.2 на DVD «Космические рейнджеры 2: Перезагрузка». Патч до этой версии (патч 1.7.2 в виде отдельного файла) не был выпущен.
За рубежом игру издали Micro Application и 1C (в Чехии, Болгарии, Венгрии, Польше и Франции).
Разработчиками были выпущены следующие дополнения к игре: редактор текстовых квестов (text game editor) TGE v4.1.7, программа подключения текстовых квестов к игре AddQuest и патч для изменения пола главного героя на женский (modgirl). С программой AddQuest поставляется текстовый квест (день рождения DM), который отсутствует в дистрибутиве игры.
В Космических рейнджерах максимальное разрешение экрана 1024x768. Неофициальный патч разрешения экрана v1.5 (SR1ResolutionPatch_1.5) от 15 января 2018 для игры Космические рейнджеры v1.7.2 позволяет играть с оптимальным разрешением для широкоформатного монитора.

## Критика
| Сводный рейтинг       | Сводный рейтинг                          |
| Агрегатор             | Оценка                                   |
| --------------------- | ---------------------------------------- |
| GameRankings          | 79,75 %                                  |
| «Критиканство»        | 92/100                                   |
| Иноязычные издания    |                                          |
| Издание               | Оценка                                   |
| Eurogamer             | 9/10                                     |
| Русскоязычные издания |                                          |
| Издание               | Оценка                                   |
| Absolute Games        | 90 %                                     |
| Game.EXE              | 4,7/5                                    |
| «Домашний ПК»         | [ 20 ]                                   |
| «Игромания»           | 9/10                                     |
| «НИМ»                 | 8,2/10                                   |
| «Страна игр»          | 8,0/10                                   |
| Награды               |                                          |
| Издание               | Награда                                  |
| Game.EXE              | «Наш выбор»                              |
| «Домашний ПК»         | Лучшая игра жанра микс по версии журнала |
| «ЛКИ»                 | Корона                                   |

Разработка игры практически не освещалась в прессе, поэтому выход игры для многих игровых обозревателей был неожиданностью. Тем не менее, игра после выхода получила всеобщее признание критиков.
Издание Absolute Games назвала игру «лучшим отечественным проектом 2002 года», оценив её на 90%.
Британское издание Eurogamer также очень положительно оценило игру, поставив ей 9/10.

## Продолжение
«Космические рейнджеры» заложили многие базовые принципы, использованные во второй части игры. Это иллюзия живого мира, сочетание множества жанров. Кроме того, сюжет и тексты в игре «Космические рейнджеры 2: Доминаторы» отсылают игрока к первой части.
18 апреля 2012 года компании 1С-СофтКлаб и СНК-Games анонсировали продолжение серии — проект «Космические рейнджеры HD: Революция». Сюжет игры вновь закручен вокруг войны Коалиции органических рас и разумных роботов Доминаторов, а кампанию можно будет проходить за пирата или агента под прикрытием. Как и в оригинальной игре, поступки героя будут в той или иной мере влиять на развитие сюжета. Кроме того, в игре будет улучшена графика, а также появится поддержка вертикальной синхронизации и сглаживания. Игра вышла 15 марта 2013 года в Steam..